# Нагомари (Озургетский муниципалитет)
Нагомари (груз. ნაგომარი) — село в Грузии, на территории Озургетского муниципалитета края (мхаре) Гурия.

## География
Село находится в западной части Грузии, на левом берегу реки Супсы, на расстоянии приблизительно 9 километров (по прямой) к северо-востоку от города Озургети, административного центра муниципалитета. Абсолютная высота — 65 метров над уровнем моря.

## Население
По результатам официальной переписи населения 2014 года, в Нагомари проживало 365 человек (167 мужчин и 198 женщин). В национальной структуре населения грузины составляли 99,7 %, литовцы — 0,3 %.
| Год  | Население, человек |
| ---- | ------------------ |
| 2002 | 373                |
| 2014 | ↘ 365              |